# Crespières
Crespières este o comună franceză situată în departamentul Yvelines, în regiunea Île-de-France, situată la aproximativ 17 km vest de Saint-Germain-en-Laye.

## Geografie

### Localizare
Comuna rurală extinsă, Crespières este situată în câmpia Versailles, la aproximativ douăzeci de kilometri vest-nord-vest de acest oraș.
În afara satului, comuna include cartierul rezidențial și privat Parc de Croix-Marie.

### Comune limitrofe
| Herbeville         | Les Alluets-le-Roi | Orgeval      |
| Mareil-sur-Mauldre |                    | Feucherolles |
| Beynes             | Thiverval-Grignon  | Davron       |

### Hidrografie
Comuna este delimitată la sud de pârâul Gally, un afluent al râului Mauldre.

### Transport și căi de comunicație

#### Rețeaua rutieră
Comuna este traversată de la est la vest de drumul departamental RD 307, care leagă Paris de Mareil-sur-Mauldre, și de la nord la sud de drumul departamental RD 198, care leagă Les Alluets-le-Roi de Thiverval-Grignon.

#### Serviciu feroviar
Cea mai apropiată legătură SNCF este gara din Mareil-sur-Mauldre.

### Climă
În 2010, clima comunei era de tip oceanic al câmpiilor din Centru și de Nord, conform unui studiu a CNRS care se baza pe o serie de date care acoperă perioada 1971-2000. În 2020, Météo-France a publicat o tipologie a climei din Franța metropolitană în care comuna este expusă la un climat oceanic și se încadrează în regiunea climatică sud-vestică a bazinului parizian, caracterizată prin precipitații scăzute, în special în primăvară (120 până la 150 mm) și o iarnă rece (3,5 °C).
Pentru perioada 1971-2000, temperatura medie anuală este de 10,9 °C, cu o amplitudine termică anuală de 15 °C. Cantitatea medie anuală de precipitații este de 678 mm, cu 10,5 zile de precipitații în ianuarie și 8 zile în iulie. Pentru perioada 1991-2020, temperatura medie anuală observată la stația meteorologică cea mai apropiată, situată în comuna Maule la 6 km distanță în linie dreaptă, este de 11,8 °C, iar cantitatea medie anuală de precipitații este de 677,0 mm.
Pentru viitor, parametrii climatici estimati pentru comună, pentru anul 2050, conform diferitelor scenarii de emisii de gaze cu efect de seră, pot fi consultati pe un site dedicat publicat de Météo-France în noiembrie 2022.

## Urbanism

### Tipologie
La 1 ianuarie 2024, Crespières este categorisită drept sat rural, conform noii grile comunale de densitate cu șapte niveluri definită de INSEE (Institutul Național de Statistică și Studii Economice) în 2022. Este situată în afara unității urbane. În plus, comuna face parte din aria metropolitană a Parisului, fiind una dintre comunele de la periferie, această zonă reunind 1.929 de comune.

### Utilizarea terenului
Teritoriul comunei era format, în 2017, din 88,13% spații agricole, forestiere și naturale, 5,99% spații deschise artificializate și 5,88% spații construite artificializate.

## Toponimie
Numele localității este atestat sub diferite forme de-a lungul timpului: Crisparias încă din anul 918, Crisperiae, Cresperiae în 1180, apoi Cresperie în 1351 și Crepieres.
Numele său este format din gentilicul Crispus și sufixul -onem.
Este posibil să fie un derivat al latinei vulgare crispa, care înseamnă „cută, pli, ondulare”, indicând o succesiune de plieri ale terenului, urmat de sufixul galo-roman -ARIAS, care a înlocuit sufixul (I)ACU în Evul Mediu, având sensul de „locul sau proprietatea cuiva”. Astfel, sensul global posibil ar fi „locul unde terenul este ondulat”. Cuvântul crispa a dat naștere și termenului crêpe în limba franceză.

## Istorie
Locul a fost locuit încă din perioada Neoliticului, fiind identificate urme de ocupație galo-romană.
Numele „Crespières” este menționat pentru prima dată în anul 884, într-o confirmare a posesiunilor abației La Croix-Saint-Leufroy, emisă de regele Carloman al II-lea.

## Populația și societatea

### Date demografice
Evoluția numărului de locuitori este cunoscută prin recensămintele populației efectuate în comună începând din 1793. Pentru comunele cu mai puțin de 10 000 de locuitori, un recensământ al întregii populații este realizat la fiecare cinci ani, populațiile legale pentru anii intermediari fiind estimate prin interpolare sau extrapolare.
În 2022, comuna număra 1717 locuitori, în creștere cu +8,81 % față de 2016 (Yvelines: +2,72 %, Franța fără Mayotte: +2,11 %).
| An        | 1793 | 1821 | 1841 | 1856 | 1876 | 1886 | 1901 | 1921 | 1936 | 1962 | 1982 | 2006 | 2014 | 2022 |
| --------- | ---- | ---- | ---- | ---- | ---- | ---- | ---- | ---- | ---- | ---- | ---- | ---- | ---- | ---- |
| Populație | 659  | 681  | 706  | 732  | 710  | 690  | 626  | 631  | 600  | 663  | 1412 | 1642 | 1567 | 1717 |

## Cultură locală și patrimoniu

### Locuri și monumente

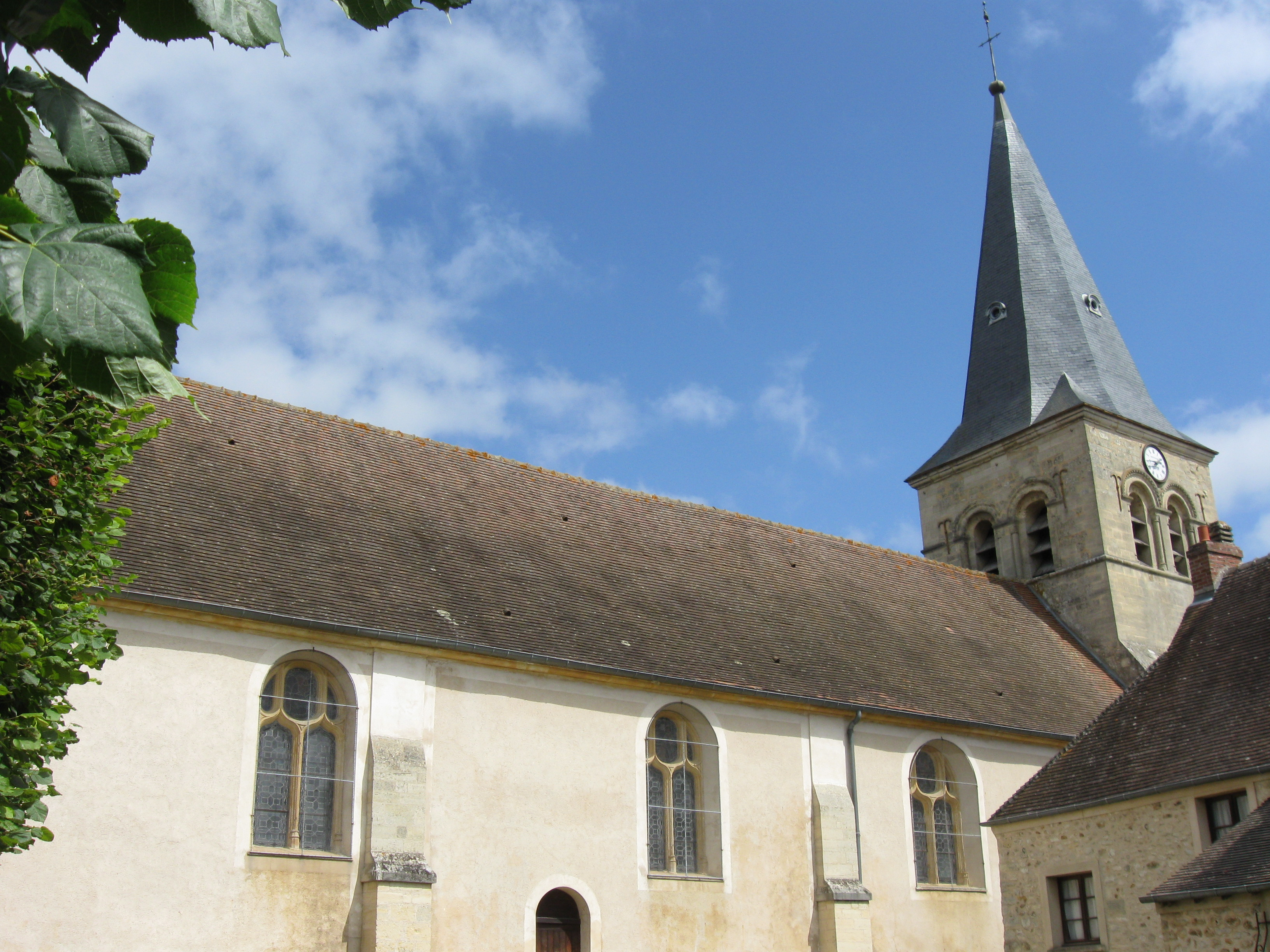
Biserica Saint-Martin.

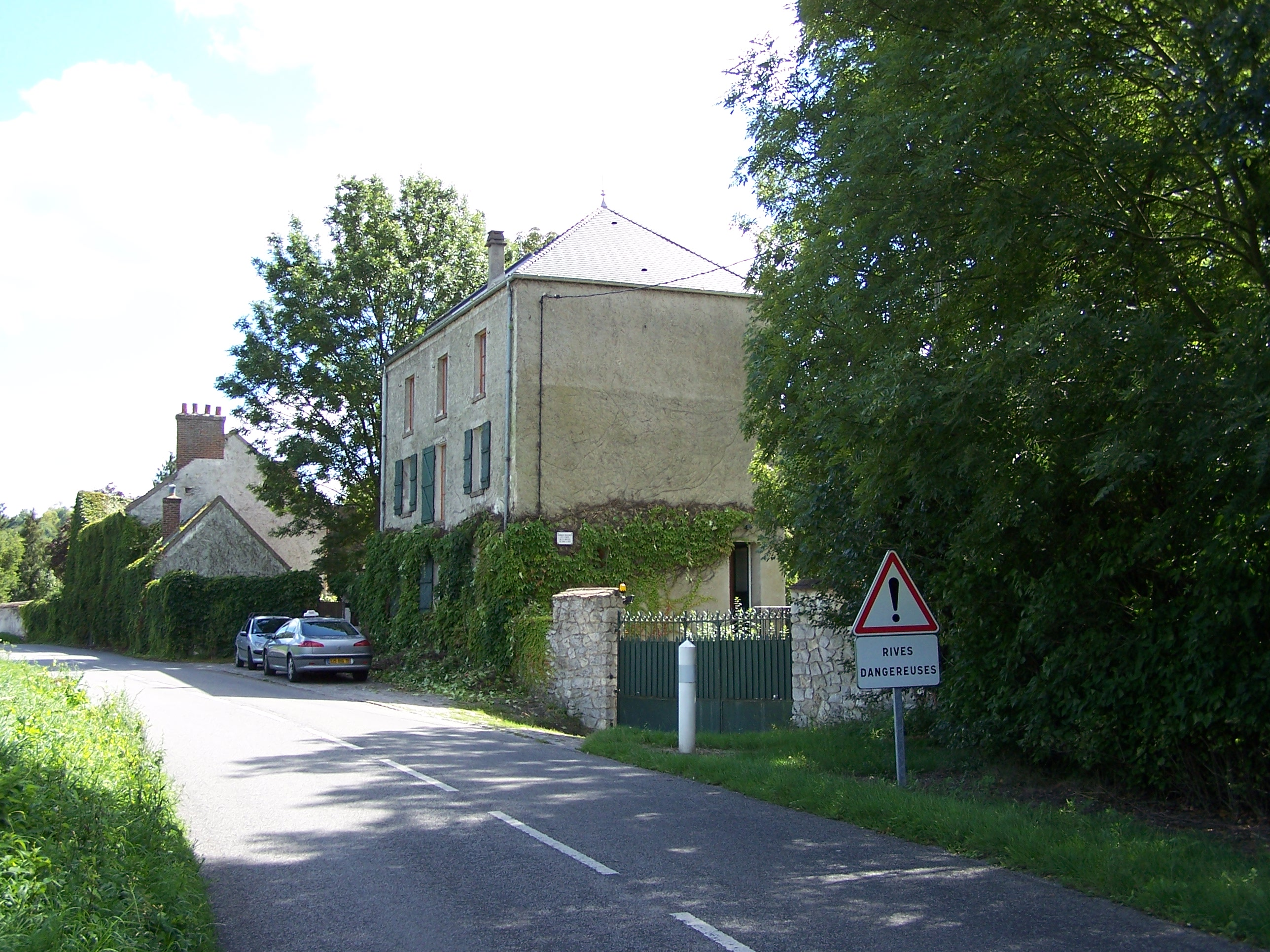
Moara La Bonde.

- Église Saint-Martin: Biserică în stil romanic, datând din secolul al XII-lea, înscrisă în inventarul suplimentar al monumentelor istorice în 1950[33].
- Château de Wideville[34]: Castel în stil Ludovic al XIII-lea, situat la granița cu Davron. Construit în jurul anului 1580 pentru Benoît Milon, primul intendant al finanțelor regelui Henric al III-lea, și reconstruit în 1620 de Claude de Bullion. A fost reședința lui Bonabes VI Louis Victurnien Alexis, marchiz de Rougé, iar în prezent este proprietatea designerului italian Valentino.
- Lavoir: Construit în secolul al XIX-lea în locul numit „Clos du Chaudron”, a fost complet renovat în 2019.
- Grand hôtel de Sautour[35]: Castel din secolele al XVII-lea și al XVIII-lea, situat în centrul satului Crespières. Se află în prezent în stare de abandon.

### Personalități
- Valentino Garavani (1932), stilist și mare creator de modă italian, locuiește la Château de Wideville.
- Miguel Berrocal (1933-2006), sculptor spaniol, a locuit într-o casă proiectată special pentru el de arhitectul André Wogenscky, situată chiar la marginea parcului castelului din Crespières.

## Înfrățiri
- Germania – Rösrath - din 1998, împreună cu comunele învecinate Chavenay, Feucherolles și Saint-Nom-la-Bretèche.